# ウェストワード・ホー!
ウェストワード・ホー！(Westward Ho!) は、イングランド、デヴォンのバイドフォード近くにある海水浴場。A39道路でバーンステイプル、バイドフォード、ブードの町から行くことができる。ノーサム・バローズの南端に位置し、サドン・サンズとブラウントン・バローズの向かい、ビデフォード湾に西の方へ面している。選挙区の名前にもなっている。2011年の国勢調査における人口は2,112人であった。

## 名称

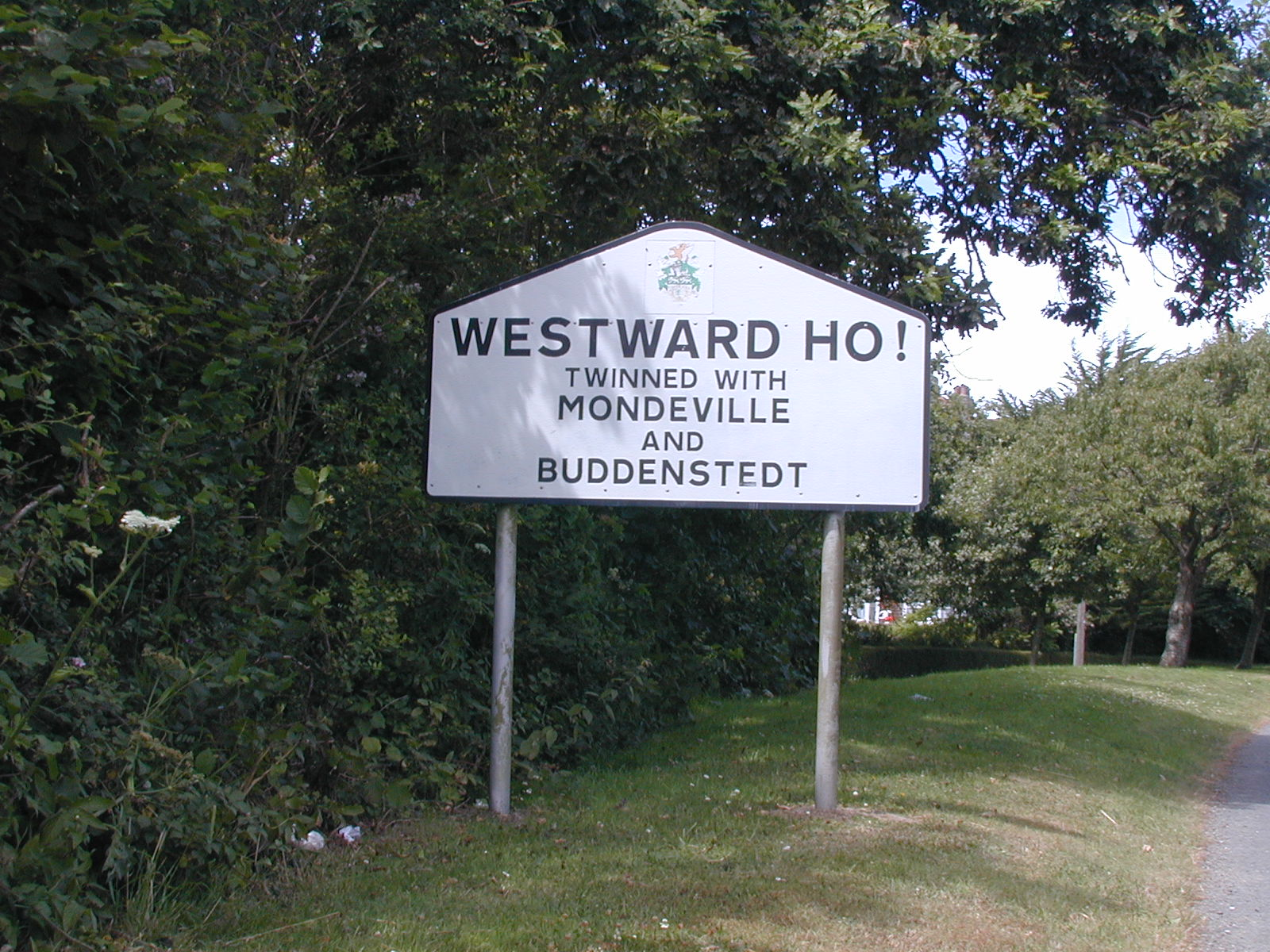
村の入り口を示す標識

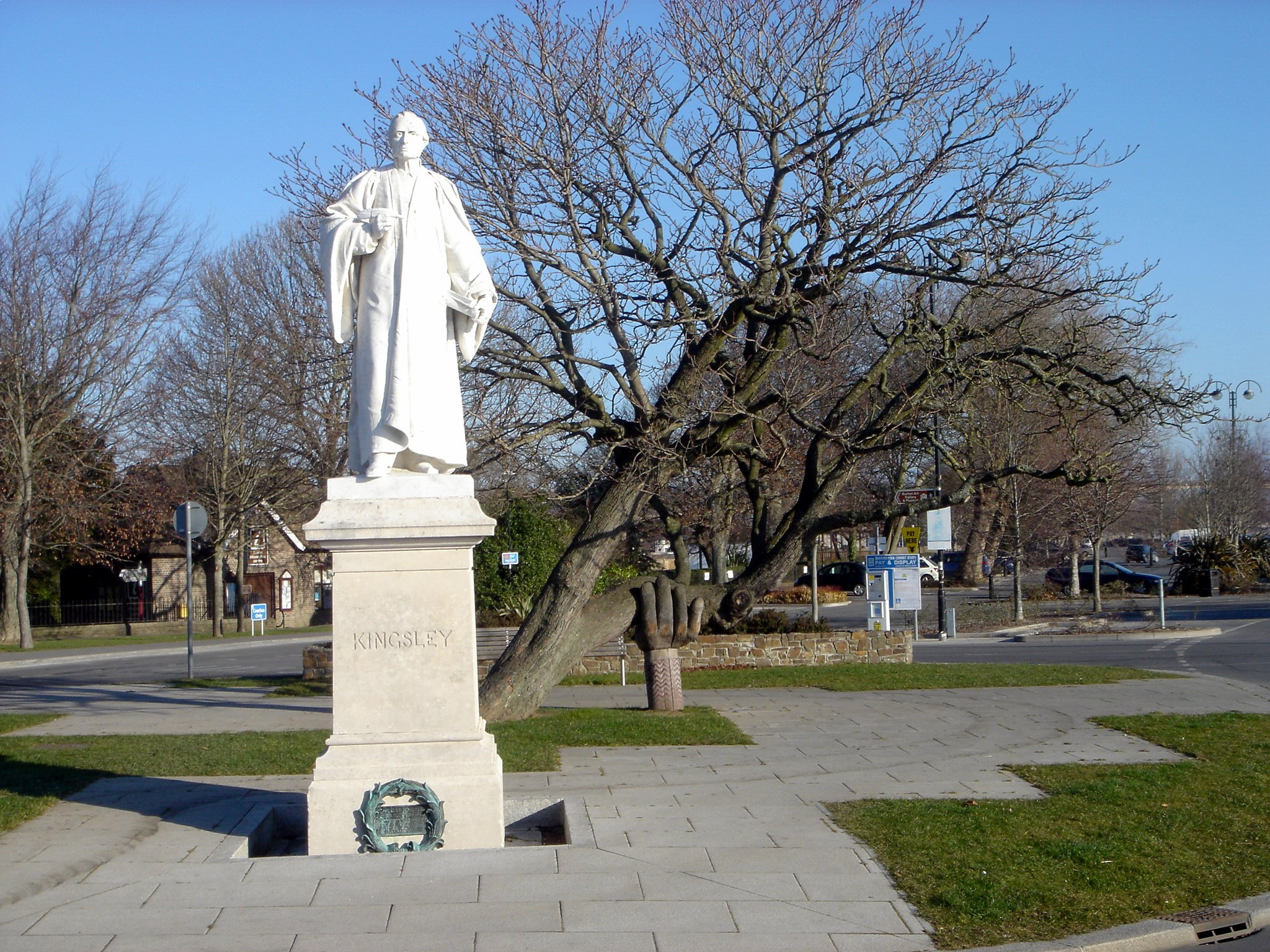
バイドフォード近くにあるキングスレーの像

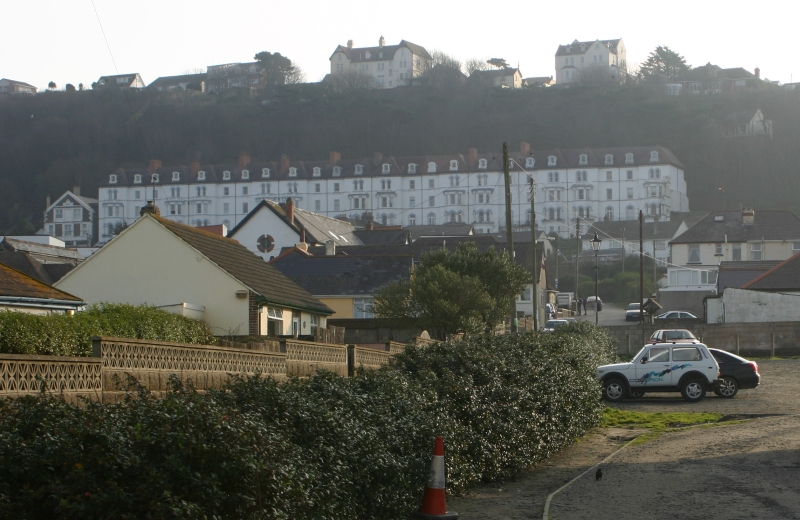
内陸の風景

ウェストワード・ホー！はその珍しい名前で有名である。その名前はチャールズ・キングスレーの同名の小説に由来する。バイドフォードの近くが舞台となったこの小説はベストセラーとなり、起業家たちはその地域に観光開発の好機を得た。ポーツマス5代伯爵のアイザック・ニュートン・ウォロップが長を務めるノーザム・バローズ・ホテルとヴィラ・ビルディング・カンパニーが1863年に設立された。その設立趣意書にはこうある。
This Company has been formed for the erection of a Family Hotel, on an Estate purchased for the purpose immediately contiguous to Northam Burrows, and of Villas and Lodging Houses for Sale or Lease. The want of such accommodation has long been felt, and as no attempt to supply it has hitherto been made by individuals, it is deemed to be a legitimate project to be undertaken by a Company. The salubrity and beauty of the North of Devon have long been known and appreciated. Sir James Clark has placed it in the highest position for health-giving qualities; and the recent publication of Professor Kingsley's "Westward Ho" has excited increased public attention to the western part, more especially, of this romantic and beautiful coast. Nothing but a want of accommodation for visitors has hitherto prevented its being the resort of families seeking the advantages of sea bathing, combined with the invigorating breezes of the Atlantic....
そのホテルはウェストワード・ホー！ホテルと命名され、隣接するヴィラもその本の名前にちなんで名づけられた。さらなる開発が行われるにつれて、増えた宿泊施設もウェストワード・ホー！の名前を取得した。したがって、この感嘆符は村の名前に意図的につけらけた部分である。このような名前の地名はブリテン諸島では唯一であり、カナダ・ケベック州のサン＝ルイ＝デュ＝ア!・ア!とは感嘆符を持つ地名という特異性が共通している。

## 歴史
1855年にキングスレーの小説が出版されてから10年後にヴィクトリア朝の人々の海辺の休暇における熱を満たすために村の開発が始まった。ユナイテッド・サービス・カレッジがこの村に1874年設立された。
中石器時代にまでさかのぼる貝殻と埋没林がウェストワード・ホー！の海岸線で発掘された。
適応されたベイリー橋は、ウェストワード・ホー！でマルベリー・ハーバー・プロジェクトの一環として試験された。パンジャンドラムは同様に多方面武器開発局によって試験された。
休暇用のキャンプ場が閉鎖され、住宅と家屋が建てられたため、村は以前よりも住宅地と化している。かつてあった1つのキャンプはトービル・キャンプといい、まだやっている2つの主なキャンプはサーフデイ・ホリデイ・パークとブラディック・ホリデイ・センターという。

## 地理

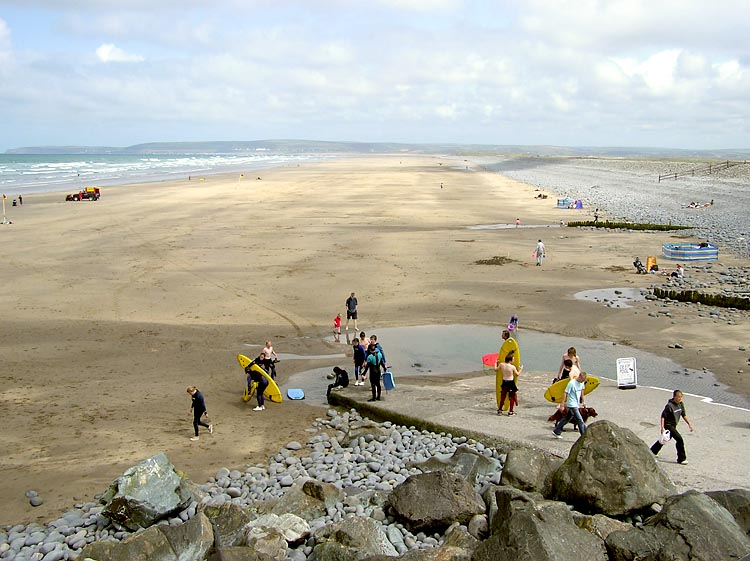
ウェストワード・ホー！の海岸からはトーとトリッジの河口に向かって

ウェストワード・ホー！はそのサーフィンの海と、約3マイルに及ぶ小石や草原がひかれた、きれいな砂の長い広がりで知られている。バプテスト教会と三位一体教会の2つの教会がある。
海の部分はエリア・オブ・アウトスタンディング・ナチュラル・ビューティーに指定されている北デボン・コーストに含まれている。

## 地質
ウェストワード・ホー！の海岸線にある岩石は、石炭紀後期にあたる。バリスカン造山運動の間に岩は傾き、現在、それらは北と南に50〜70度の角度をもって沈んでいる。消波プラットフォームは、干潮時のテクトニクス活動の相と一緒のマルチスケール断層システムの一例である。

## スポーツ
イングランド及びウェールズで最も古いゴルフコースであるロイヤル・ノース・デボン・ゴルフ・クラブがある。他にはゴーカートのトラックやロックプールや潮でできるリドがある。

## 著名な住人
ラドヤード・キップリングは幼少期の数年間をウェストワード・ホー！で過ごし、ユナイテッド・サービス・カレッジに通った（のちにハートフォードシャーにあるヘイリーベリー大学に吸収されている）。1899年に出版された彼の物語集であるStalky & Coはこの大学での経験をもとにしている。

## 姉妹都市
ウェストワード・ホー！はフランスのモンドビルとドイツのビューデンシュテットと姉妹都市関係にある。

## ポピュラー文化との関係
町での休暇についての夢を語るバンド、ハーフ・マン・ハーフ・ビスケットにその名前が貸されている。その歌はノーサム近くの村についても言及している。